# Карлос (Меріленд)
Карлос (англ. Carlos) — переписна місцевість (CDP) в США, в окрузі Аллегені штату Меріленд. Населення — 144 особи (2020).

## Географія
Карлос розташований за координатами 39°37′25″ пн. ш. 78°57′24″ зх. д. / 39.62361° пн. ш. 78.95667° зх. д. (39.623743, -78.956680).  За даними Бюро перепису населення США в 2010 році переписна місцевість мала площу 0,74 км², уся площа — суходіл.

## Демографія
Згідно з переписом 2010 року, у переписній місцевості мешкали 153 особи в 65 домогосподарствах у складі 47 родин. Густота населення становила 206 осіб/км².  Було 68 помешкань (92/км²).
Расовий склад населення:
| - 100,0 % — білих |

До двох чи більше рас належало 0,0 %. Частка іспаномовних становила 0,0 % від усіх жителів.
За віковим діапазоном населення розподілялося таким чином: 19,6 % — особи молодші 18 років, 60,1 % — особи у віці 18—64 років, 20,3 % — особи у віці 65 років та старші. Медіана віку мешканця становила 46,1 року. На 100 осіб жіночої статі у переписній місцевості припадало 82,1 чоловіків;  на 100 жінок у віці від 18 років та старших — 80,9 чоловіків також старших 18 років.
Середній дохід на одне домашнє господарство  становив 52 070 доларів США (медіана — 50 000), а середній дохід на одну сім'ю — 53 994 долари (медіана — 55 865). 
Цивільне працевлаштоване населення становило 80 осіб. Основні галузі зайнятості: публічна адміністрація — 18,8 %, виробництво — 18,8 %, будівництво — 13,8 %, науковці, спеціалісти, менеджери — 11,3 %.